# Julia Pankiewicz
Julia Pankiewicz (* 11. August 1999) ist eine polnische Automobilrennfahrerin.

## Karriere
Pankiewicz begann ihre Motorsportkarriere im Kartsport, in dem sie bis 2014 aktiv war. 2015 gab sie ihr Debüt in der italienischen Formel 4, in der sie in 21 Rennen ohne Punkte blieb. 2016 wechselte sie in die Formel Renault in den NEC, in dem sie den 27. Gesamtrang belegte, außerdem startete sie in vereinzelten Rennen im Formel Renault 2.0 Eurocup. 2017 blieb sie diesen beiden Serien treu und bestritt jeweils die gesamte Saison. Im NEC verbesserte sie sich auf Gesamtrang 17, im Eurocup wurde sie 30.

## Karrierestationen
- –2014:Kartsport
- 2015: Italienische Formel-4-Meisterschaft 2015
- 2016: Formel Renault 2.0 Northern European Cup (Platz 27)
- 2016: Formel Renault 2.0 Eurocup
- 2017: Formel Renault 2.0 Northern European Cup (Platz 16)
- 2017: Formel Renault 2.0 Eurocup (Platz 30)

## Weblink
- Profil auf driverdb

| Personendaten    | Personendaten                   |
| ---------------- | ------------------------------- |
| NAME             | Pankiewicz, Julia               |
| KURZBESCHREIBUNG | polnische Automobilrennfahrerin |
| GEBURTSDATUM     | 11. August 1999                 |